# ヒューゴ・ティミッヒ
ヒューゴ・ティミッヒ（Hugo Thimig、1854年6月16日 - 1944年9月24日）は、オーストリアの俳優。